# Charles Collard
Charles Thomas François Collard (Leuven, 24 oktober 1882 - Etterbeek, 16 november 1952) was een Belgisch magistraat gespecialiseerd in jeugdrecht.

## Biografie
Charles Collard was een zoon van François Collard (1852-1927), filoloog en hoogleraar aan de Katholieke Universiteit Leuven. Hij studeerde aan de KU Leuven achtereenvolgens filosofie (1902), geschiedenis (1902), rechten (1905) en klassieke filologie (1906). In 1906 verkreeg hij een reisbeurs van de overheid, in 1907 was hij lid van het organiserend comité van de kroningsfeesten in de kapel Onze-Lieve-Vrouw-ter-Koorts in Leuven en in de periode 1907-1908 reide hij herhaaldelijk naar Duitsland en hield er een enquête bij ambtenaren, politici, magistraten en directeurs van instellingen over het jeugdrecht en de wetgeving op de kinderbescherming. In het voorjaar van 1908 verbleef Collard in Rome, waar hij juridische en economische studies verrichtte bij Sint-Juliaan-der-Vlamingen. Van 1908 tot 1910 was hij advocaat in Leuven.
Hij werd vervolgens magistraat, eerst als substituut-procureur des Konings in Leuven, maar vrij snel in Brussel. Zijn specialisatie was jeugdrecht en de Wet op de kinderbescherming (1912). In de periode 1905-1924 wijdde hij maar liefst 35 artikels of boeken aan jeugdrecht, die tevens in Duitsland en Frankrijk werden gepubliceerd. Hij werd omstreeks 1920 substituut-procureur-generaal bij het hof van beroep in Brussel, waarna hij er advocaat-generaal bij het hof van beroep in Brussel werd.
Op 12 mei 1940 kreeg Camille Pholien, procureur-generaal bij het hof van beroep in Brussel, van de regering het bevel het land te verlaten. Met zijn goedkeuren werd Collard als waarnemend procureur-generaal van het hof van beroep in Brussel aangesteld. Op 28 februari 1944 probeerde Vlaams SS-officier Robert Verbelen hem te vermoorden nadat hij eerder die dag Alexandre Galopin, gouverneur van de Generale Maatschappij van België, had vermoord. Bij de bevrijding door de geallieerden op 8 juni 1944 werd hij uit zijn ambt als procureur-generaal ontslaan, maar ook uit de functie die hij voor de oorlog uitoefende, eerste advocaat-generaal bij het hof van beroep in Brussel. Hij zou blijk gegeven hebben van "onvoorzichtigheid, zwakheid en fouten tijdens de bezetting". Het gerechtelijk onderzoek werd in februari 1947 echter zonder gevolg geklasseerd en Collard hervatte zijn activiteit als advocaat-generaal. Hij was tevens advocaat-generaal bij het Hof van Cassatie tot aan zijn overlijden.